# Wojciech Solarz
Wojciech Solarz né le 22 juin 1934 à Cracovie, est un acteur, réalisateur et scénariste, polonais.

## Biographie
Wojciech Solarz suivit des études de journalisme à l'université de Varsovie. Il poursuit par la suite des études cinématographiques à l'École nationale de cinéma de Łódź d'où il sort diplômé en 1962.

## Filmographie
Scénariste
- 1960 : Aż spadnie deszcz (Jusqu'à ce que la pluie d'automne)
- 1967 : Les Jours de Mathieu (Żywot Mateusza) de Witold Leszczyński
- 1968 : Molo - La Jetée (Molo)
- 1971 : Wezwanie (Appel)
- 1976 : Bezkresne łąki (Prairies sans fin)
- 1990 : Armelle
- 1994 : Legenda Tatr (La Légende des monts Tatra)

Réalisateur
- 1960 : Aż spadnie deszcz (Jusqu'à ce que la pluie d'automne)
- 1968 : Molo - La Jetée (Molo)
- 1971 : Wezwanie (Appel)
- 1973 : Wielka miłość Balzaka (Un grand amour de Balzac), série télévisée franco-polonaise, scénario de Yves Jamiaque et Jerzy Stefan Stawinski
- 1975 : Trzecia granica (La Troisième limite)
- 1976 : Bezkresne łąki (Prairies sans fin)
- 1979 : Ojciec królowej (Le Père de la reine)
- 1994 : Legenda Tatr (La Légende des monts Tatra)
- 2000-2007 : Plebania (Presbytère), série télévisée polonaise.

Acteur
- 1968 : La Poupée : un violoniste juif (non crédité)
- 1969 : Tout est à vendre : un homme qui raconte un scénario